# Proceropycnis
Proceropycnis är ett släkte av svampar. Proceropycnis ingår i familjen Phleogenaceae, ordningen Atractiellales, klassen Atractiellomycetes, divisionen basidiesvampar och riket svampar.
|               | Helicogloea                              |
|               |                                          |
|               | Hoehnelomyces                            |
|               |                                          |
|               | Basidiopycnides                          |
|               |                                          |
| Proceropycnis | \| \| Proceropycnis pinicola \| \| \| \| |
|               | \| \| Proceropycnis pinicola \| \| \| \| |
|               | Basidiopycnis                            |
|               |                                          |
|               | Atractiella                              |
|               |                                          |
|               | Phleogena                                |
|               |                                          |
|               | Proceropycnis pinicola                   |
|               |                                          |

|  | Proceropycnis pinicola |
|  |                        |